# 破戒
破戒（はかい）とは、聖職者がその属する宗教の戒律を破ることである。
戒律には最大で350戒もの戒律があるが、破戒の対象となるものは、教団の規則である「律」ではなく、五戒や八斎戒などの自己の内面を罰する道徳的な「戒」の方であり、特に肉食や女犯を行う事を一般に破戒と指すようである。
俗に生臭坊主（なまぐさぼうず）とも言う。
ちなみに、教団の規則である律を犯した場合には、皆の前で懺悔（布薩）し、犯した罪の内容に応じて罰を受ければそれで済んだ。
破戒の出家は牛に生るる
破戒僧は次の世には牛になる意で、僧の品行をいましめていう語。
破戒無慙（破戒無慚）
破戒無慙（はかいむざん）とは、出家をした人が、戒律を破っても恥ずかしいと思わないこと。転じて、約束を破って、恥じることのないこと。